# Коли відлітають лелеки
«Коли відлітають лелеки» — радянський художній фільм 1964 року, знятий режисером Вадимом Лисенком на кіностудії «Молдова-фільм».

## Сюжет
У селі Редю-Маре самотньо мешкає старий-виноградар Крістіан Лука. Дізнавшись, що старий виноградник вирішено знести, щоб на його місці посадити нові лози, Крістіан падає духом і вирішує, що настав і його час поступитися місцем молодим. Голова колгоспу, розуміючи настрій старого, зберігає його виноградник. І знову старий підрізає лозу. Праця ніби омолодила його, наповнила новими життєвими силами. Він не цурається більше людей, а бере активну участь у їхньому житті та справах. Він зрозумів, що людина не повинна жити ізольовано від людей, що її безсмертя — у добрих справах, що залишаються після неї.

## У ролях
- Микола Мордвінов — старий Лука
- Думітру Фусу — Іона, тракторист
- Ольга Гобзєва — Іляна
- Микола Губенко — Раду
- Анатолій Федоринов — голова колгоспу
- Олександр Каменко-Александровський — звонар Іустим
- Володимир Зайчук — епізод

## Знімальна група
- Режисер — Вадим Лисенко
- Сценарист — Валеріу Гажіу
- Оператор — Віталій Калашников
- Композитори — Олександр Лебедєв, Давид Федов
- Художник — Філімон Хемурару